# Комсомольський (Павловський район)
Комсомо́льський (рос. Комсомольский) — селище у складі Павловського району Алтайського краю, Росія. Адміністративний центр Комсомольської сільської ради.

## Населення
Населення — 1871 особа (2010; 1796 у 2002).
Національний склад (станом на 2002 рік):
- росіяни — 86 %